# Дэвис, Эмбер
Эмбер Дэвис (англ. Amber Davies, род. 4 октября 1996, Денбишир, Уэльс) — британская актриса и телеведущая. Она наиболее известна своей победой в третьей серии «Остров любви» в 2017 году.

## Биография
Дэвис родился 4 октября 1996 года в Денбишир, Уэльс. Ее отец — сантехник, а мать — психиатрическая медсестра. В интервью OK! Дэвис заявила, что она из рабочего класса.

## Карьера
Перед тем, как появиться на «Остров любви», Дэвис в 16 лет получила стипендию для обучения в музыкальном театре в Академия Урданг в Лондон, следуя по стопам своей сестры Джейд. Она работала танцовщицей в лондонском ночном клубе Цирк ночь и однажды участвовала в «The X Factor», прежде чем начала свою карьеру на телевидении профессионально.
В 2017 году Дэвис выиграла третий сезон «Остров любви» вместе с Кем Четинай. Вскоре после этого она представила линию нижнего белья с Букс Авеню. В том же году она запустила линию одежды с Мотель Рокс, выступая в качестве посла бренда.
С тех пор Дэвис появилась в нескольких реалити-шоу, таких как «И они ушли!», «Все вместе сейчас», «Одно шоу», а также в таких документальных фильмах, как «Эмбер и Долли: с 9 до 5» и «Когда реалити-шоу идет ужасно неправильно».